# Walter Krüger (idrottare)
Walter Krüger, född den 11 april 1930 i  Altenpleen, Mecklenburg-Vorpommern, död den 28 oktober 2018 i Prohn, Mecklenburg-Vorpommern, var en tysk friidrottare.
Krüger blev olympisk silvermedaljör i spjutkastning vid sommarspelen 1960 i Rom.